# Liste d'orchestres de jeunes
La liste qui suit présente des orchestres de jeunes classés par pays et les dispositifs liés à cette forme d'éducation musicale.

## Dispositifs liés aux orchestres de jeunes
- Orchestre à l'école
- Dispositif d'éducation musicale et orchestrale à vocation sociale[1]
- Confédération musicale de France
- El Sistema
- European Federation of National Youth Orchestras (en)
- Eurochestries[2]

## Orchestres de jeunes par pays

### Allemagne
- Junge Sinfonie Berlin, fondé en 1989 par Marc Piollet
- Junges Klangforum Mitte Europa, fondé en 2002 par Christoph Altstaedt (de) (semble ne plus exister depuis 2009)

### Autriche
- European Federation of National Youth Orchestras (en), fondée en 1994
- Gustav Mahler Jugendorchester, fondé en 1986 par Claudio Abbado

### Canada
- Orchestre symphonique des jeunes de Montréal, fondé en 1976

### Espagne
- Jeune Orchestre de l'Université de Valladolid, fondé en 1998 par Francisco Lara Tejero
- West-Eastern Divan Orchestra, fondé en 1999 par Daniel Barenboim et Edward Saïd

### France
- Orchestre des Jeunes de l'OVHFC (Victor Hugo Franche-Comté), fondé en 2011 par Jean-François Verdier et l'Orchestre Victor Hugo Franche-Comté
- Orchestres de Jeunes Alfred Loewenguth, fondés en 1959 par Alfred Loewenguth
- Jeune philharmonie de Seine Saint-Denis, fondée en 1975 par Henri-Claude Fantapié et Jean-Philippe Dejussieu
- Orchestre français des jeunes, fondé en 1982 par le ministère français de la Culture[3].
- Orchestre des Jeunes de la Méditerranée, fondé en 1984 par la région Provence-Alpes-Côte d'Azur et le ministère français de la Culture
- Jeune Orchestre symphonique de l'Entre-deux-Mers, fondé en 1988 par Heinz Fünstück
- Jeune Orchestre de l'Abbaye, fondé en 1996 par Philippe Herreweghe
- Orchestre-Atelier OstinatO, fondé en 1997 par Jean-Luc Tingaud
- Piccolo orchestra de Versailles, fondé en 2001 par Isabelle Charbonnier
- Orchestre des jeunes du centre

### Italie
- Orchestre des jeunes de l'Union européenne, fondé en 1976 par Joy et Lionel Bryer (en)

### Luxembourg
- Orchestre d'harmonie des jeunes de l'Union européenne, fondé en 1989 par l'Union musicale interrégionale et la Fédération nationale de musique du Grand-Duché

### Venezuela
- Orchestre symphonique Simón Bolívar, fondé en 1978 par José Antonio Abreu